# Torsten Jonsson
Torsten Johannes Jonsson, född 2 juli 1929 i Stora Tuna församling, död 3 mars 2021 i Kungsholmens distrikt, Stockholm, var en svensk jurist som var Sveriges riksåklagare 1989–1994.

## Biografi
Jonsson växte upp i Bromma i Stockholm, som son till tandläkare Torsten Jonsson och farmacie kandidat Elsa, född Carlsson. Efter juris kandidatexamen vid Stockholms högskola 1956 och tingstjänstgöring vid Ovansiljans domsaga 1957–1959 började han på åklagarbanan. Efter en tid som rättssakkunnig med lagstiftningsuppgifter vid Justitiedepartementet utnämndes Jonsson till chefsåklagare vid en av åklagarkamrarna i Stockholms stad år 1972. Från 1976 var han chef för åklagarverksamheten i Stockholms län och Gotlands län - först som länsåklagare, därpå efter en omorganisation med titeln överåklagare från 1985. I den rollen var han ibland i rampljuset vid större, uppmärksammade rättegångar. Dit hör en rättegång med Clark Olofsson som åtalad och åtalet mot den så kallade "Bombmannen", Lars Tingström. Tingström dömdes 1985 till livstids fängelse för ett flertal bombdåd, bland annat mot Kronofogdemyndigheten i Nacka och mot åklagare Sigurd Denckers villa.
År 1989 utnämndes Jonsson till riksåklagare. Det var första gången sedan detta ämbete inrättades 1948 som en åklagare, en från de egna leden, utnämndes att leda åklagarkåren. Övriga riksåklagare har haft bakgrund från domarbanan eller gjort karriär inom Regeringskansliet.
Jonsson är i äktenskapet med Birgitta Jonsson, född Gyllenhammar (1935–), far till det socialdemokratiska statsrådet Anna Ekström och till den före detta folkpartistiska statssekreteraren Håkan Jonsson. Svärfadern var bror till Pehr Gyllenhammar Senior, och son till assuransdirektören Per Gyllenhammar.
Torsten Jonsson är gravsatt i askgravlunden på Kungsholms kyrkogård i Stockholm.